# Grote trap
De grote trap (Otis tarda) is een grote vogel uit de familie van de trappen (Otididae) die van oorsprong in steppegebieden broedt. In Europa zijn de grootste aantallen te vinden in Spanje. Verder zijn er meerdere geïsoleerde populaties, waaronder in Portugal, Duitsland, Oostenrijk en Hongarije. In Nederland en België is het een zeer zeldzame dwaalgast.

## Kenmerken
De mannelijke grote trap bereikt een lengte van 90 tot 105 cm. De vrouwtjes zijn kleiner en worden tussen de 75-85 cm lang. De spanwijdte van het mannetje is 210-240 cm en de vrouwtjes hebben een spanwijdte van 170-190 cm. De mannelijke grote trappen zijn de zwaarste vogels uit de regio die kunnen vliegen. De mannetjes zijn twee keer zo zwaar als de vrouwtjes, de mannetjes wegen tussen de 8 en 16 kg en de vrouwtjes 3,5 tot 5 kg. In de vlucht vallen de zware borst en grote witte vlakken op de vleugels op. De vlucht gelijkt op die van een arend met zware, diepe vleugelslagen. Op de grond zijn de mannelijke vogels te herkennen aan de roodbruine bovenvleugels en staart, de grijze hals, kastanjebruine borstband, de witte buik en het wit op de vleugel. Ze ogen erg groot en hebben een dikke nek. Tijdens de balts vallen vooral de witte veren op. De vrouwtjes zijn een stuk kleiner, hebben een dunnere nek en missen de kastanjebruine borstband en staart. Ook minder wit op de bovenvleugel.
Het enige andere lid uit de familie van de trappen binnen Europa is de kleine trap (Tetrax tetrax). Zoals de naam al aangeeft, is deze soort een stuk kleiner en zowel de mannetjes als vrouwtjes lijken qua verenkleed ook niet op de grote trap.

## Broeden en baltsgedrag
De eieren worden tussen april en mei gelegd en in juni in de koude, oostelijke delen van het verspreidingsgebied. De vrouwtjes leggen normaal gesproken twee eieren die gedurende 25 dagen door haar worden geïncubeerd. Soms één of drie eieren. De jongen blijven bij het vrouwtje tot het volgende jaar, als de broedcyclus opnieuw begint. Het nest wordt op de grond gebouwd, vaak in de nabijheid van de baltsplekken. Jonge mannetjes vliegen gewoonlijk 5-65 km van de plek waar ze geboren zijn, terwijl jonge vrouwtjes plekken op slechts 0,5 tot 5 km van de geboorteplaats bezetten. De jonge vogels blijven vaak in de buurt van soortgenoten, ook al zijn de omstandigheden in naastgelegen gebieden beter. De vrouwtjes beginnen met broeden tussen hun tweede en vierde levensjaar, de mannetjes pas in hun vijfde of zesde levensjaar.
De soort vertoont spectaculair baltsgedrag, waarbij de mannetjes hun kop in de nek leggen, hun keelzak opblazen en de veren uitrekken. Doordat het dan lijkt alsof de vogel binnenstebuiten is gekeerd en vele witte veren zichtbaar zijn, wordt de balts van de grote trap ook wel een "schuimbad" genoemd. De baltsplekken zijn groot en mannetjes staan vaak zo'n 50 meter bij elkaar vandaan. Als het baltsseizoen vordert wordt die afstand steeds groter. De vrouwtjes lopen er vaak al foeragerend tussendoor om ondertussen de mannetjes te inspecteren. De oudste en zwaarste mannetjes hebben de meeste kans om door het vrouwtje gekozen te worden, omdat haar keuze van het gewicht afhankelijk is.

## Voedsel
Grote trappen zijn omnivoren. Ze eten 's winters vaak gewassen als klaver, luzerne, zwarte mosterd en knolrapen en granen als gerst en tarwe. 's Zomers eten ze gevarieerder en bestaat hun dieet voor 40% uit ongewervelden.

## Verspreiding

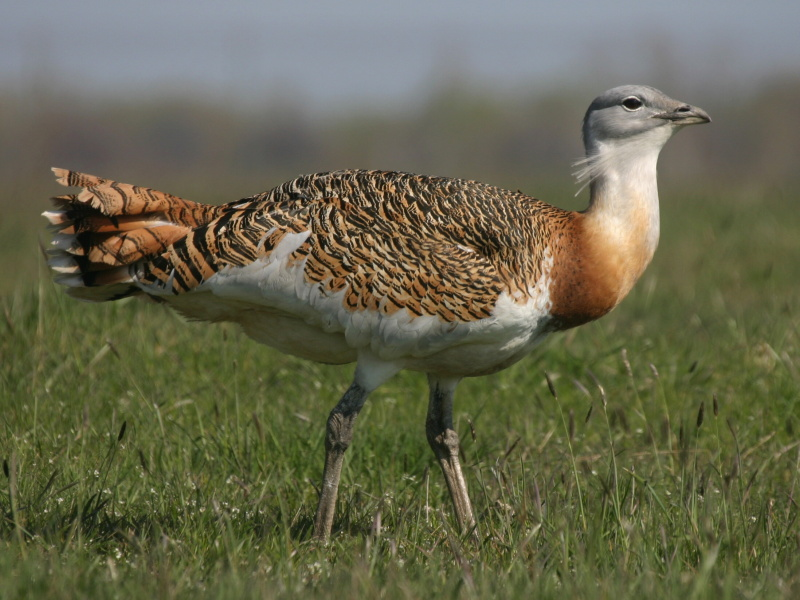
Mannelijke grote trap in het Hongaarse comitaat Békés

De grote trap is van oorsprong een vogel die in steppelandschappen broedt. Sinds de middeleeuwen heeft hij echter ook de zogeheten "cultuursteppen" in Europa kunnen bevolken. Heden ten dage zijn door het veranderende landgebruik veel leefgebieden ongeschikt geworden en daarom verdween de soort in grote delen van zijn oorspronkelijke verspreidingsgebied. Zijn huidige areaal is erg gefragmenteerd. Het bolwerk op Europees grondgebied bevindt zich in Spanje, waar het aantal in 2012 tussen de 29.400 en 34.300 individuen werd geschat. Hij komt ook voor in Portugal (1.893 ex.), het noorden van Marokko (91-108 ex.), het oosten van Duitsland (114-116 ex.), het oosten van Oostenrijk (199-216 ex.), Hongarije (1.413-1.582 ex.), Servië (35-36 ex.), Turkije (400-1.000 ex.), Iran (89-161 ex.), Oekraïne (520-680 ex.), Rusland (8.000-12.000 ex.), Kazachstan (0-300 ex.), Mongolië (ca. 1.000 ex.) en China (500-3.300 ex.). Deze schattingen werden eveneens in 2012 gemaakt en werden vastgesteld door het IUCN. Landen waar mogelijk nog enkele exemplaren leven zijn Tsjechië en Roemenië. De grote trap is recent uitgestorven in Polen, Moldavië en Bulgarije. In Slowakije zijn veel beschermingsmaatregelen voor de soort genomen in Natura 2000-gebied Sysľovské polia, vlak onder Bratislava, waar jaarlijks ca. 200 individuen uit Oostenrijk en Hongarije overwinteren. Daarnaast werden er beschermingsmaatregelen getroffen rondom de plaats Lehnice, dat op een afstand van 20 à 22 km van de dichtstbijzijnde broedplaatsen in Hongarije ligt. In 2005 en 2010 werd er gebroed in Sysľovské polia en er gloort hoop dat de soort weer permanent terugkomt; ook is er in 2015 opnieuw een grote trap gesignaleerd in de buurt van Lehnice.

### Duitsland
De dichtst bij Nederland en België zijnde populaties bevinden zich in Brandenburg en het aangrenzende deel van Saksen-Anhalt in de gebieden: Havelländisches Luch, Belziger Landschaftswiesen en Fiener Bruch, bij Genthin. De populatie nam in Duitsland voorheen sterk af, maar heeft zich dankzij beschermingsmaatregelen kunnen stabiliseren. Sinds 1997 is de soort er weer toegenomen. De beschermingsmaatregelen zorgen daarnaast ook voor een toename van het aantal woelmuizen en een hogere diversiteit aan planten over een groter oppervlak dan voorheen. Ook de kwetsbare grauwe gors (Miliaria calandra) en grauwe kiekendief (Circus pygargus) hebben hier profijt van.

### Als invasiegast in Nederland
De grote trap was voor 1800 nog een broedvogel in Nederland. Tussen 1800 en begin 1900 zijn er drie meldingen van mislukte broedpogingen. Hij komt incidenteel bij ons voor als zeldzame invasiegast; vooral in strenge winters. Het gaat hier in bijna alle gevallen om vogels uit het oosten van Duitsland. Het jaar 1979 was een invasiejaar en er werden toen 125 exemplaren vastgesteld. Ook de winters van 1981-1982, 1984-1985 en 1986-1987 waren invasiejaren. In 1994, 1996 en 1997 werden nog enkele exemplaren gezien. Waarnemingen bleven in de 21e eeuw uit totdat er opnieuw een exemplaar opdook in 2010. Vlak voor de jaarwisseling in 2019 werd er een vrouwelijke grote trap waargenomen in Oostvoorne. Dit was een gezenderd en geringd exemplaar, waarschijnlijk afkomstig uit Duitsland. Tevens werd er rond de kerstdagen 2021 een exemplaar waargenomen in Workum. Ook deze was gezenderd en afkomstig uit Brandenburg, Duitsland.

## Bedreigingen
De grote trap is een kwetsbare vogel omdat bij moderne landbouw het land veel intensiever wordt bewerkt en andere gewassen worden geteeld. Verder raakt het leefgebied versnipperd door wegenaanleg, elektriciteitsleidingen, irrigatie en verstedelijking. In grote delen van Europa is de grote trap daardoor uitgestorven. In Centraal-Azië is ook overbejaging een bedreiging.

## Biotoop

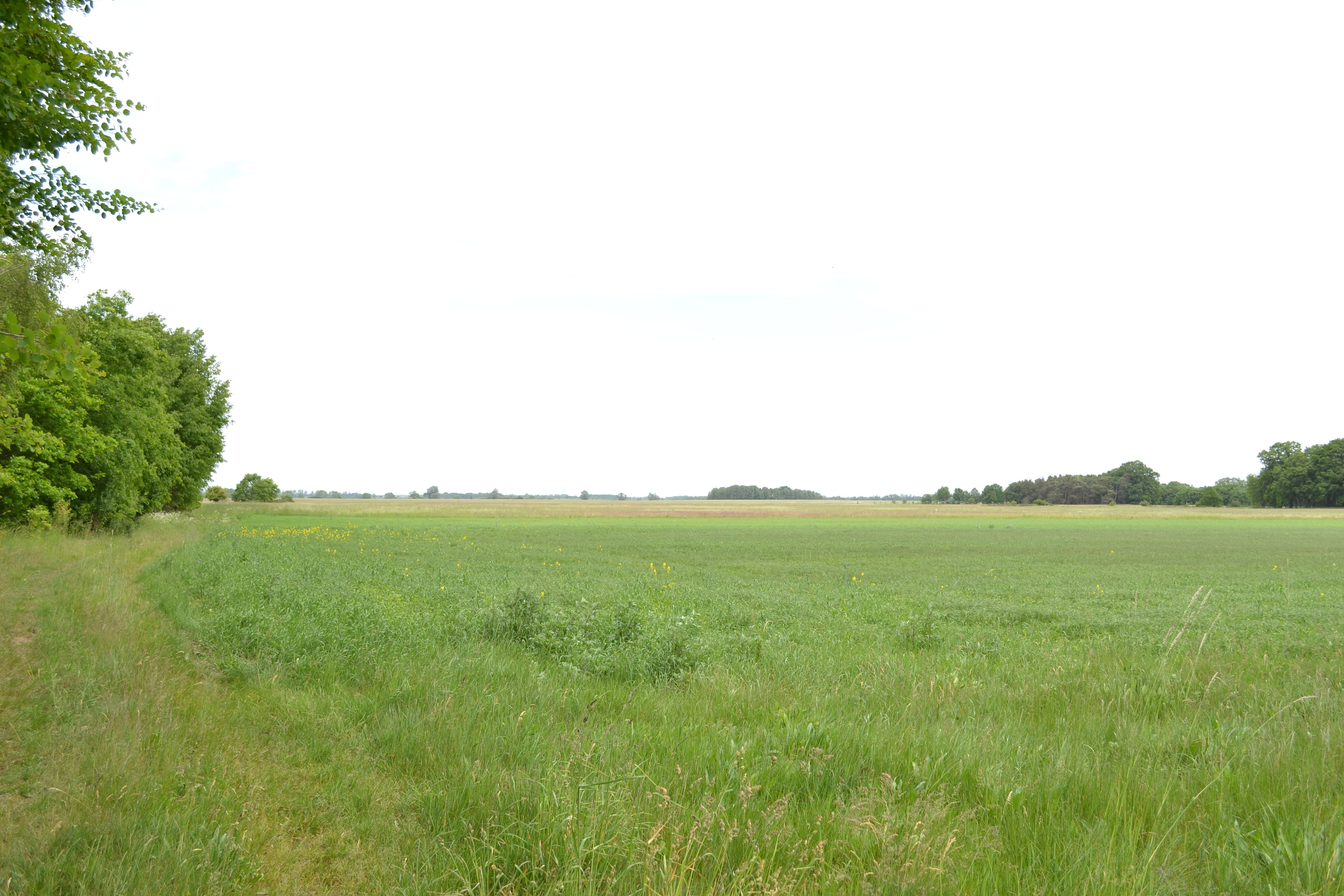
Biotoop van de grote trap in het Havelländisches Luch (Duitsland)

Het leefgebied ligt in continentaal Eurazië, vooral in de steppegordel. De grote trap heeft een voorkeur voor droge graslanden en steppen. In Spanje komt de soort voor in bouwland met graangewassen en minstens een even groot oppervlak aan braakliggend terrein. In Centraal-Europa afhankelijk van traditioneel beheerde extensieve graslanden. In Hongarije worden bijvoorbeeld steppe-achtige graslanden en halfnatuurlijke graslanden (poesta) bewoond, waartussen zich ook landbouwpercelen bevinden. In gecultiveerde landschappen dienen braakliggende terreinen en niet-benutte veldranden dekking en worden gebruikt om te foerageren. 's Winters zijn vlakten met koolzaad of vlinderbloemige gewassen als klaver en luzerne belangrijk. Ze zijn zeer trouw aan gebieden die al door grote trappen bevolkt worden. Dit beperkt het vermogen van de soort om andere geschikte gebieden te koloniseren. De vogel mijdt gebieden met een gemiddelde neerslag van meer dan 600 mm per jaar.

## Geluid
De alarmroep van de grote trap klinkt als een kort, nasaal, blaffend ongh. De jongen maken een fijn, klagend fluitje, dat klinkt als tsjiioo. Meestal zijn ze echter stil.

## Ondersoorten
De soort telt twee ondersoorten:
- Otis tarda tarda: Broedt in het Iberisch Schiereiland, het noorden van Marokko, delen van Centraal-Europa, Turkije, Iran, Oekraïne, het zuiden van Rusland, delen van Kazachstan en Noordwest-China (Xinjiang).[15] De westelijke populaties zijn standvogels of trekken over korte afstanden.[9] De Russische, Oekraïense, Kazachse en Chinese populaties trekken zuidwaarts over korte afstanden.[15]
- Otis tarda dybowskii: Broedt in Transbaikalië, Mongolië en Binnen-Mongolië en overwintert in Centraal- en Oost-China.[15]

## Status
De grootte van de wereldpopulatie wordt geschat op 44.000-57.000 exemplaren, maar gaat in aantal achteruit. Het tempo ligt boven de 30% in tien jaar (meer dan 3,5% per jaar). Om al deze redenen staat de grote trap als kwetsbaar op de Rode Lijst van de IUCN.
In de Europese Unie staat de grote trap op Annex I van de Vogelrichtlijn. Daarnaast wordt de soort beschermd onder Appendix II van de Conventie van Bern, Appendix I van de Conventie van Bonn en Appendix I van CITES.

## Herintroductie in het Verenigd Koninkrijk

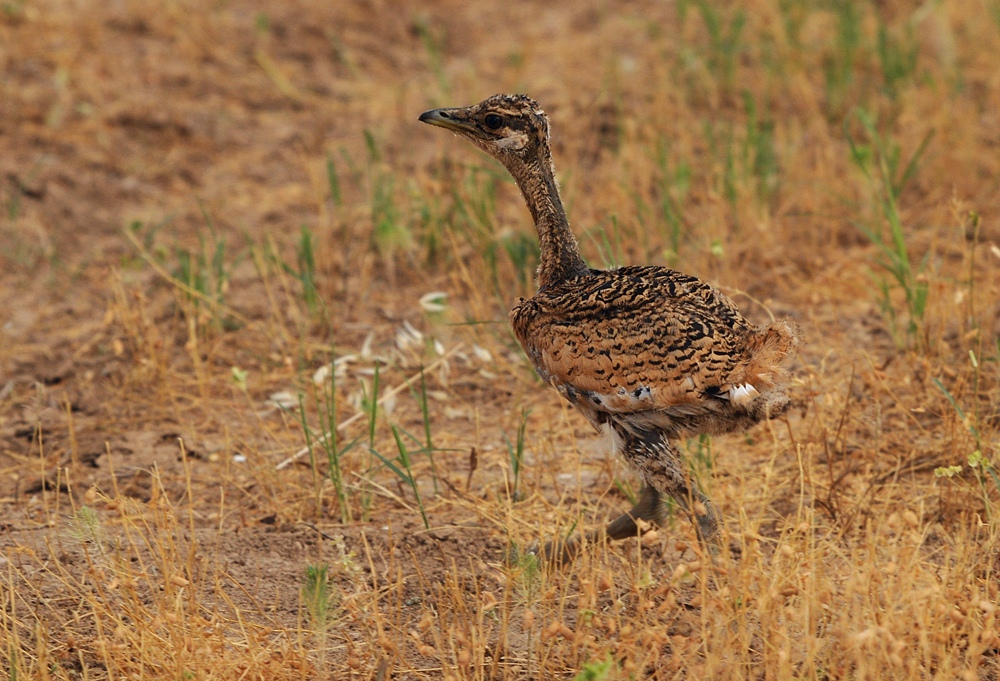
Jonge grote trap

De laatste grote trap in het Verenigd Koninkrijk werd in 1832 geschoten. In het zuiden van Engeland is gewerkt aan de herintroductie van de grote trap op het Salisbury Plain. Het LIFE+ Project startte in 2004 en duurde tien jaar. Doel was om een populatie op te bouwen die op eigen benen kon staan. De uitgezette jonge grote trappen kwamen uit landbouwgebieden in de Oblast Saratov in Rusland. Tussen 2004 en 2009 werden 86 individuen vrijgelaten. In het eerste jaar was het overlevingspercentage slechts 18,3%, van de overgeblevenen was na het tweede jaar nog 74,6% in leven. Een succes werd in 2007 behaald toen voor het eerst een ei werd gelegd en het jong uitvloog. In het laatste jaar van het LIFE+ Project werden eieren uit Spanje gehaald en uitgebroed in het Verenigd Koninkrijk. Er werden in 2014 nogmaals 33 individuen vrijgelaten.

## Mogelijke herintroductie in Zweden
In Zweden is de grote trap sinds het midden van de 19e eeuw uitgestorven. Potentiële gebieden die groot genoeg zijn voor een gezonde grote trappenpopulatie liggen in Skåne en Öland en mogelijkheden voor herintroductie worden momenteel onderzocht.

## Galerij

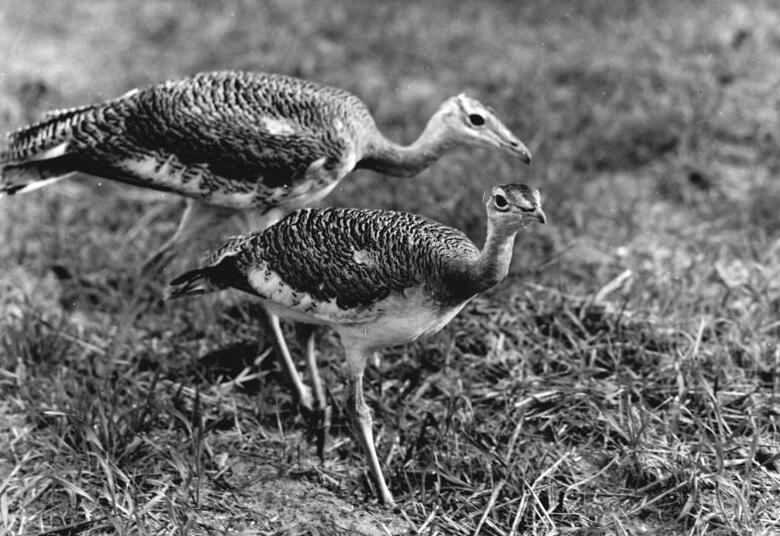
Archiefbeeld uit 1981 van twee grote trappen in Saksen-Anhalt (Duitsland)
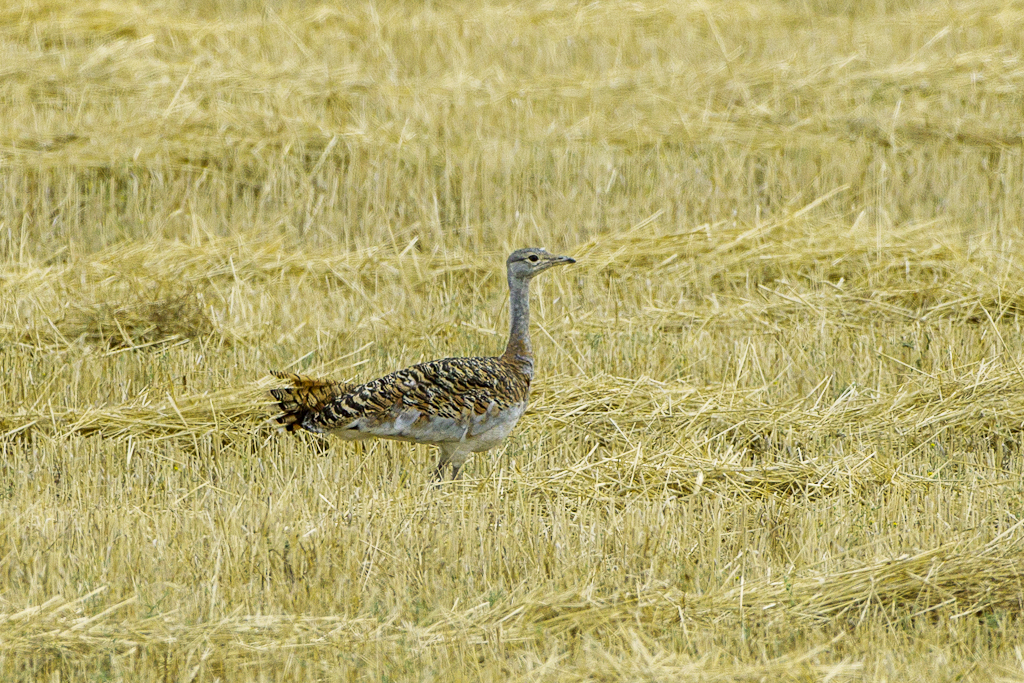
Een vrouwelijke grote trap in Extremadura (Spanje)
De grote trap op het wapen van de gemeente Parla in de regio Madrid (Spanje)
Een grote trap op de vlag van het Engelse graafschap Wiltshire